# Sherburne County
Sherburne County er et county i den amerikanske delstat Minnesota. County'et ligger i den centrale del af delstaten og grænser op til Mille Lacs County i nord, Isanti County i nordøst, Anoka County i sydøst, Wright County i sydvest, Stearns County i vest og mod Benton County i nordvest.
Sherburne Countys totale areal er 1.168 km² hvoraf 38 km² er vand. I 2000 havde Sherburne County 64.417 indbyggere. Det administrative centrum er i byen Elk River.
I Sherburne County ligger det meget store kulkraftværk Sherburne County kraftværk.
Sherburne County har fået sit navn efter Moses Sherburne.
45°26′N 93°46′V / 45.44°N 93.77°V